# Хиллегом

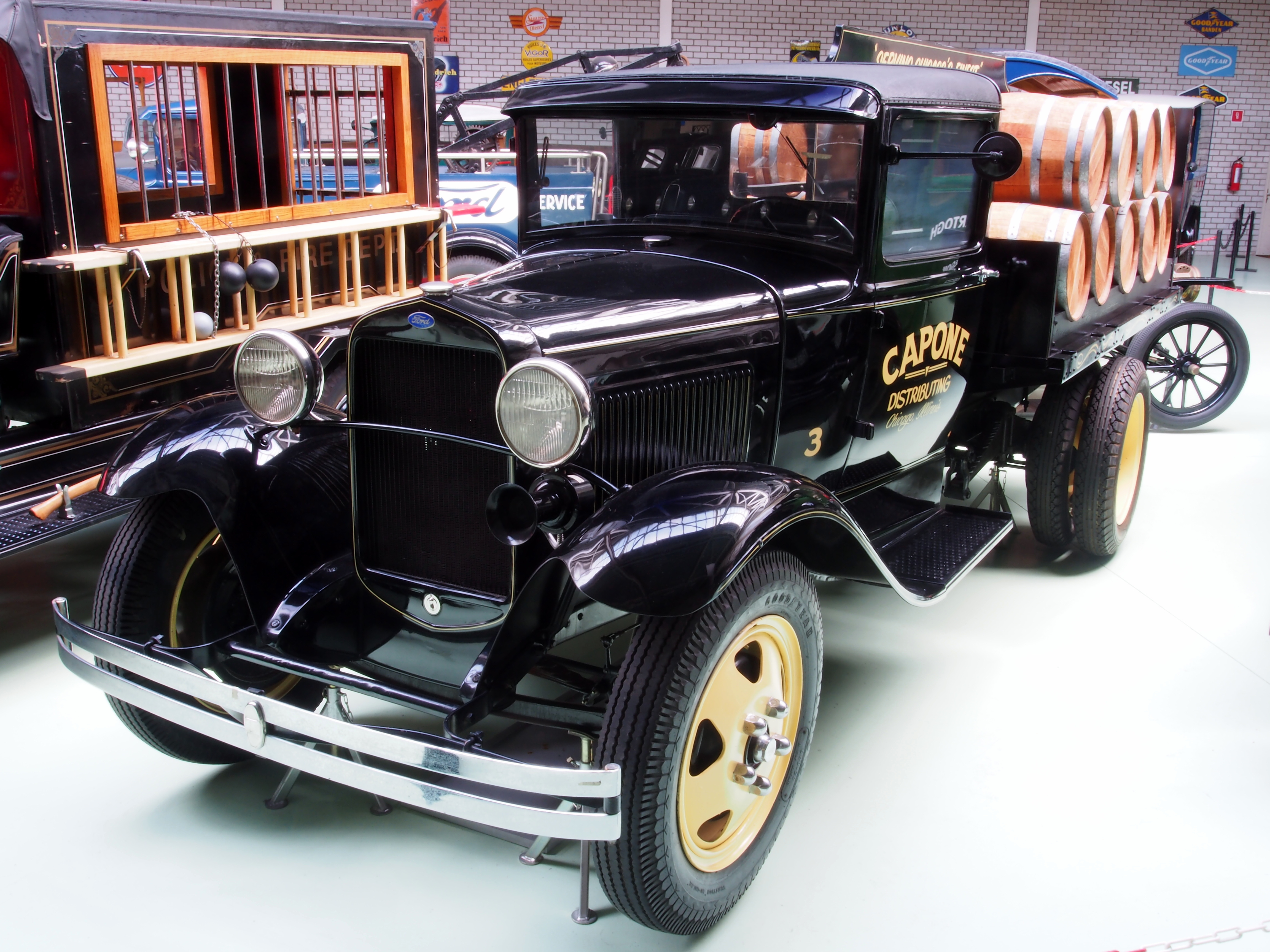
Автомобиль из музея Den Hartogh Ford Museum

Хиллегом (нидерл. Hillegom) — город и община в провинции Южная Голландия (Нидерланды). Название происходит от существовавшего здесь аббатства Хейлигхем («Святой дом» на старофранкском).

## История
Суффикс «-хем» в названии показывает, что оно появилось до 1000 года. В 1248 году граф Виллем II передал аббатство Хейлигхем со всеми его зданиями аббату Эгмонда. В 1369 году здесь был населённый пункт из 46 домов, в которых проживало 283 человека, в 1477 году в 67 домах проживало 412 человек.
В годы Восьмидесятилетней войны Хиллегом не раз становился полем боя, и в 1577 году был почти полностью разрушен. В XVII веке развитие сельского хозяйства принесло процветание региону. В 1722 году богатый амстердамский купец Ян Сикс II приобрёл имение в Хиллегоме, и вложил значительные средства в улучшение этих мест, за ним здесь стали приобретать владения и другие богатые инвесторы, и местное население выросло с 930 человек в 1732 году до 1050 человек в 1795. Однако в XIX веке инвесторы стали вырубать леса и перепахивать поля, разводя вместо них платнации цветов. В 1904 году в южной части Хиллегома была построена кирпичная фабрика, для которой требовался песок из дюн. Производство цветочных луковиц процветало, и в 1916 году в Хиллегоме проживало 8800 человек.

## Достопримечательности
Весной вокруг Хиллегом распускаются поля цветов. Что привлекает множество туристов. Также известен местный музей автомобилей Форд. Он насчитывает более 200 классических моделей, выпущенных до 40-х годов прошлого века.